# Epic (Blood on the Dance Floor)
Epic è il terzo album in studio del gruppo musicale statunitense Blood on the Dance Floor, pubblicato nel 2010.

## Tracce
1. Death to Your Heart! – 3:14
2. Beautiful Surgery – 3:48
3. Sugar Rush – 3:41
4. Lose Control – 3:51
5. Candyland – 3:25
6. Horrifically Delicious – 3:41
7. Lookin' Hot Dangerous! – 3:24
8. Inject Me Sweetly – 3:14
9. Sexting – 3:40
10. Lovestruck – 3:26
11. Scream for My Ice Cream – 2:58
12. Believe – 3:57
13. I'm What Dreams Are Made Of – 3:28
14. It's on Like Donkey Kong – 2:46
15. Party On – 3:31
16. Sluts Get Guts – 3:55
17. You Done Goofed – 5:01
18. Success Is the Best Revenge – 3:12
19. Innocent High – 3:27
20. I.D.G.A.F. – 3:25
21. F**k the Rest, We the Best! – 3:44
22. An Epic of Epicness – 0:45